# Sparasion bekiliense
Sparasion bekiliense är en stekelart som beskrevs av Jean Risbec 1956. Sparasion bekiliense ingår i släktet Sparasion och familjen Scelionidae. Inga underarter finns listade i Catalogue of Life.